# Ambrose Shea
Ambrose Shea (ur. 17 sierpnia 1815, zm. 30 lipca 1905) – kanadyjski dziennikarz, biznesmen i polityk liberalny II poł. XIX w. związany z prowincją Nowa Fundlandia. Był uczestnikiem konferencji w Quebecu. Zaliczany jest do grona Ojców Konfederacji, której był gorącym zwolennikiem, choć nie udało mu się doprowadzić do przyłączenia do niej swej rodzinnej prowincji.
Urodził się w St. John’s na Nowej Fundlandii. Po skończeniu szkoły rozpoczął pracę w wydawanym przez rodzinę piśmie The Newfoundlander. Do 1850 r. rozwinął swój własny biznes jako handlowiec, agent ubezpieczeniowy oraz agent transatlantyckiej firmy przewozowej. Shea, bardzo zainteresowany losem Indian nowofundlandzkich, pomagał w utworzeniu i prowadzeniu Newfoundland Natives Society – Towarzystwo Indian Nowofundlandzkich.
Z przekonania liberał, Shea odrzucił nominację do Rady Legislacyjnej kolonii House of Assembly w 1842. Dopiero w 1848 stanął do wyborów (zdobywając mandat), gdy zaistniała możliwość utworzenia odpowiedzialnego rządu w kolonii. Choć Shea pozostawał poza głównym nurtem partii, popierał wiele jej politycznych aspektów. Był na przykład jednym z członków komisji negocjującej układ handlowy z USA w 1853. Generalnie jednak pozostawał w opozycji, będąc krytykiem nawet własnego, liberalnego rządu. Dopiero w 1861 wobec wewnętrznych konfliktów w partii i wynikającej z nich klęski w wyborach, Shea wysunął się na czoło, zostając liderem Liberalnej Partii Nowej Fundlandii.
Wraz z konserwatystą Frederickiem Carterem był delegatem-obserwatorem na konferencję w Quebecu. Brał w jej czasie aktywny udział w przygotowaniu rezolucji quebeckiej. Shea był entuzjastą przystąpienia Nowej Fundlandii do Konfederacji na warunkach wynegocjowanych w Quebecu, w Prowincji spotkał się jednak ze stanowczą opozycją większości polityków oraz mieszkańców. Shea, popierany wyłącznie przez Cartera, osamotniony w swych dążeniach, jeszcze raz stanął w opozycji do swojej partii. Na fali wzrastających sentymentów antykonfederacyjnych stracił także swój mandat parlamentarny, przegrywając w swym okręgu wyborczym z Charlesem Bennettem. Po wyborczej porażce początkowo planował wycofać się z politycznego życia, lecz po kilku latach powrócił, ponownie stając w szranki o przywództwo w partii, jednocześnie po cichu popierając tworzenie się nowej Partii Reform. Ostatecznie poniósł kolejną porażkę i rozpoczął starania o uzyskanie urzędu w administracji kolonialnej. Był jednym z faworytów na stanowisko gubernatora Nowej Fundlandii, lecz i tym razem przegrał ze swym dawnym sprzymierzeńcem Carterem. Został jednak w 1887 mianowany gubernatorem Bahamów, utrzymując ten urząd do 1894 r. Po złożeniu urzędu przeprowadził się do Londynu, gdzie zmarł w 1905. Pochowany został w rodzinnym St. John’s.